# ATP World Tour 2015
ATP World Tour 2015 là mùa giải quần vợt (tennis) dành cho các tay vợt nam chuyên nghiệp, được tổ chức bởi Hiệp hội Quần vợt chuyên nghiệp (ATP) trong năm 2015. Theo đó, ATP World Tour 2015 bao gồm các giải sau: Grand Slam (ITF giám sát), ATP Tour Masters 1000, ATP Tour 500, ATP Tour 250, Davis Cup (ITF tổ chức) và ATP Finals.
Bên cạnh đó, trong năm 2015 còn có Hopman Cup nhưng giải đấu này không thuộc hệ thống ATP World Tour và không được tính điểm trên bảng xếp hạng.

## Lịch thi đấu
Dưới đây là danh sách các giải đấu diễn ra trong năm 2015.
Chú thích
| Grand Slam                  |
| ATP World Tour Finals       |
| ATP World Tour Masters 1000 |
| ATP World Tour 500          |
| ATP World Tour 250          |
| Giải đấu khác               |

### Tháng 1
| Tuần        | Giải đấu                                    | Địa điểm              | Vô địch                      | Tỷ số                        | Á quân                              |
| ----------- | ------------------------------------------- | --------------------- | ---------------------------- | ---------------------------- | ----------------------------------- |
| 05/01       | Hopman Cup                                  | Perth, Úc             | Ba Lan                       | 2–1                          | Hoa Kỳ                              |
| 05/01       | Qatar Open (ATP World Tour 250)             | Doha, Qatar           | David Ferrer                 | 6–4, 7–5                     | Tomáš Berdych                       |
| 05/01       | Qatar Open (ATP World Tour 250)             | Doha, Qatar           | Juan Mónaco Rafael Nadal     | 6–3, 6–4                     | Julian Knowle Philipp Oswald        |
| 05/01       | Brisbane International (ATP World Tour 250) | Brisbane, Úc          | Roger Federer                | 6–4, 6–7(2–7), 6–4           | Milos Raonic                        |
| 05/01       | Brisbane International (ATP World Tour 250) | Brisbane, Úc          | Jamie Murray John Peers      | 6–3, 7–6(7–4)                | Alexandr Dolgopolov Kei Nishikori   |
| 05/01       | Chennai Open (ATP World Tour 250)           | Chennai, Ấn Độ        | Stan Wawrinka                | 6–3, 6–4                     | Aljaž Bedene                        |
| 05/01       | Chennai Open (ATP World Tour 250)           | Chennai, Ấn Độ        | Lu Yen-hsun Jonathan Marray  | 6–3, 7–6(7–4)                | Raven Klaasen Leander Paes          |
| 12/01       | Sydney International (ATP World Tour 250)   | Sydney, Úc            | Viktor Troicki               | 6–2, 6–3                     | Mikhail Kukushkin                   |
| 12/01       | Sydney International (ATP World Tour 250)   | Sydney, Úc            | Rohan Bopanna Daniel Nestor  | 6–4, 7–6(7–5)                | Jean-Julien Rojer Horia Tecău       |
| 12/01       | Auckland Open (ATP World Tour 250)          | Auckland, New Zealand | Jiří Veselý                  | 6–3, 6–2                     | Adrian Mannarino                    |
| 12/01       | Auckland Open (ATP World Tour 250)          | Auckland, New Zealand | Raven Klaasen Leander Paes   | 7–6(7–1), 6–4                | Dominic Inglot Florin Mergea        |
| 19/01 26/01 | Australian Open (Grand Slam)                | Melbourne, Úc         | Novak Djokovic               | 7–6(7–5), 6–7(4–7), 6–3, 6–0 | Andy Murray                         |
| 19/01 26/01 | Australian Open (Grand Slam)                | Melbourne, Úc         | Simone Bolelli Fabio Fognini | 6–4, 6–4                     | Pierre-Hugues Herbert Nicolas Mahut |
| 19/01 26/01 | Australian Open (Grand Slam)                | Melbourne, Úc         | Martina Hingis Leander Paes  | 6–4, 6–3                     | Kristina Mladenovic Daniel Nestor   |

### Tháng 2
| Tuần  | Giải đấu                                        | Địa điểm                | Vô địch                               | Tỷ số                   | Á quân                                |
| ----- | ----------------------------------------------- | ----------------------- | ------------------------------------- | ----------------------- | ------------------------------------- |
| 02/02 | Open Sud de France (ATP World Tour 250)         | Montpellier, Pháp       | Richard Gasquet                       | 3–0 ret.                | Jerzy Janowicz                        |
| 02/02 | Open Sud de France (ATP World Tour 250)         | Montpellier, Pháp       | Marcus Daniell Artem Sitak            | 3–6, 6–4, [16–14]       | Dominic Inglot Florin Mergea          |
| 02/02 | Zagreb Indoors (ATP World Tour 250)             | Zagreb, Croatia         | Guillermo García López                | 7–6(7–4), 6–3           | Andreas Seppi                         |
| 02/02 | Zagreb Indoors (ATP World Tour 250)             | Zagreb, Croatia         | Marin Draganja Henri Kontinen         | 6–4, 6–4                | Fabrice Martin Purav Raja             |
| 02/02 | Ecuador Open (ATP World Tour 250)               | Quito, Ecuador          | Víctor Estrella Burgos                | 6–2, 6–7(5–7), 7–6(7–5) | Feliciano López                       |
| 02/02 | Ecuador Open (ATP World Tour 250)               | Quito, Ecuador          | Gero Kretschmer Alexander Satschko    | 7–5, 7–6(7–3)           | Víctor Estrella Burgos João Souza     |
| 09/02 | Rotterdam Open (ATP World Tour 500)             | Rotterdam, Hà Lan       | Stan Wawrinka                         | 4–6, 6–3, 6–4           | Tomáš Berdych                         |
| 09/02 | Rotterdam Open (ATP World Tour 500)             | Rotterdam, Hà Lan       | Jean-Julien Rojer Horia Tecău         | 3–6, 6–3, [10–8]        | Jamie Murray John Peers               |
| 09/02 | Memphis Open (ATP World Tour 250)               | Memphis, Hoa Kỳ         | Kei Nishikori                         | 6–4, 6–4                | Kevin Anderson                        |
| 09/02 | Memphis Open (ATP World Tour 250)               | Memphis, Hoa Kỳ         | Mariusz Fyrstenberg Santiago González | 5–7, 7–6(7–1), [10–8]   | Artem Sitak Donald Young              |
| 09/02 | Brasil Open (ATP World Tour 250)                | São Paulo, Brazil       | Pablo Cuevas                          | 6–4, 3–6, 7–6(7–4)      | Luca Vanni                            |
| 09/02 | Brasil Open (ATP World Tour 250)                | São Paulo, Brazil       | Juan Sebastián Cabal Robert Farah     | 6–4, 6–2                | Paolo Lorenzi Diego Schwartzman       |
| 16/02 | Rio Open (ATP World Tour 500)                   | Rio de Janeiro, Brazil  | David Ferrer                          | 6–2, 6–3                | Fabio Fognini                         |
| 16/02 | Rio Open (ATP World Tour 500)                   | Rio de Janeiro, Brazil  | Martin Kližan Philipp Oswald          | 7–6(7–3), 6–4           | Pablo Andújar Oliver Marach           |
| 16/02 | Open 13 (ATP World Tour 250)                    | Marseille, Pháp         | Gilles Simon                          | 6–4, 1–6, 7–6(7–4)      | Gaël Monfils                          |
| 16/02 | Open 13 (ATP World Tour 250)                    | Marseille, Pháp         | Marin Draganja Henri Kontinen         | 6–4, 3–6, [10–8]        | Colin Fleming Jonathan Marray         |
| 16/02 | Delray Beach Open (ATP World Tour 250)          | Delray Beach, Hoa Kỳ    | Ivo Karlović                          | 6–3, 6–3                | Donald Young                          |
| 16/02 | Delray Beach Open (ATP World Tour 250)          | Delray Beach, Hoa Kỳ    | Bob Bryan Mike Bryan                  | 6–3, 3–6, [10–6]        | Raven Klaasen Leander Paes            |
| 23/02 | Dubai Tennis Championships (ATP World Tour 500) | Dubai, UAE              | Roger Federer                         | 6–3, 7–5                | Novak Djokovic                        |
| 23/02 | Dubai Tennis Championships (ATP World Tour 500) | Dubai, UAE              | Rohan Bopanna Daniel Nestor           | 6–4, 6–1                | Aisam-ul-Haq Qureshi Nenad Zimonjić   |
| 23/02 | Mexican Open (ATP World Tour 500)               | Acapulco, Mexico        | David Ferrer                          | 6–3, 7–5                | Kei Nishikori                         |
| 23/02 | Mexican Open (ATP World Tour 500)               | Acapulco, Mexico        | Ivan Dodig Marcelo Melo               | 7–6(7–2), 5–7, [10–3]   | Mariusz Fyrstenberg Santiago González |
| 23/02 | Argentina Open (ATP World Tour 250)             | Buenos Aires, Argentina | Rafael Nadal                          | 6–4, 6–1                | Juan Mónaco                           |
| 23/02 | Argentina Open (ATP World Tour 250)             | Buenos Aires, Argentina | Jarkko Nieminen André Sá              | 4–6, 6–4, [10–7]        | Pablo Andújar Oliver Marach           |

### Tháng 3
| Tuần        | Giải đấu                                           | Địa điểm                | Đội thắng                | Tỷ số                 | Đội thua                     |
| ----------- | -------------------------------------------------- | ----------------------- | ------------------------ | --------------------- | ---------------------------- |
| 02/03       | Davis Cup (vòng 1)                                 | Frankfurt, Đức          | Pháp                     | 3–2                   | Đức                          |
| 02/03       | Davis Cup (vòng 1)                                 | Glasgow, Vương quốc Anh | Anh Quốc                 | 3–2                   | Hoa Kỳ                       |
| 02/03       | Davis Cup (vòng 1)                                 | Ostrava, Cộng hòa Séc   | Úc                       | 3–2                   | Cộng hòa Séc                 |
| 02/03       | Davis Cup (vòng 1)                                 | Astana, Kazakhstan      | Kazakhstan               | 3–2                   | Ý                            |
| 02/03       | Davis Cup (vòng 1)                                 | Buenos Aires, Argentina | Argentina                | 3–2                   | Brasil                       |
| 02/03       | Davis Cup (vòng 1)                                 | Kraljevo, Serbia        | Serbia                   | 5–0                   | Croatia                      |
| 02/03       | Davis Cup (vòng 1)                                 | Vancouver, Canada       | Canada                   | 3–2                   | Nhật Bản                     |
| 02/03       | Davis Cup (vòng 1)                                 | Liège, Bỉ               | Bỉ                       | 3–2                   | Thụy Sĩ                      |
| Tuần        | Giải đấu                                           | Địa điểm                | Vô địch                  | Tỷ số                 | Á quân                       |
| 09/03 16/03 | Indian Wells Masters (ATP World Tour Masters 1000) | Indian Wells, Hoa Kỳ    | Novak Djokovic           | 6–3, 6–7(5–7), 6–2    | Roger Federer                |
| 09/03 16/03 | Indian Wells Masters (ATP World Tour Masters 1000) | Indian Wells, Hoa Kỳ    | Vasek Pospisil Jack Sock | 6–4, 6–7(3–7), [10–7] | Simone Bolelli Fabio Fognini |
| 23/03 30/03 | Miami Open (ATP World Tour Masters 1000)           | Key Biscayne, Hoa Kỳ    | Novak Djokovic           | 7–6(7–3), 4–6, 6–0    | Andy Murray                  |
| 23/03 30/03 | Miami Open (ATP World Tour Masters 1000)           | Key Biscayne, Hoa Kỳ    | Bob Bryan Mike Bryan     | 6–3, 1–6, [10–8]      | Vasek Pospisil Jack Sock     |

### Tháng 4
| Tuần  | Giải đấu                                                         | Địa điểm                    | Vô địch                               | Tỷ số                   | Á quân                         |
| ----- | ---------------------------------------------------------------- | --------------------------- | ------------------------------------- | ----------------------- | ------------------------------ |
| 06/04 | U.S. Men's Clay Court Championships (ATP World Tour 250)         | Houston, Hoa Kỳ             | Jack Sock                             | 7–6(11–9), 7–6(7–2)     | Sam Querrey                    |
| 06/04 | U.S. Men's Clay Court Championships (ATP World Tour 250)         | Houston, Hoa Kỳ             | Ričardas Berankis Teymuraz Gabashvili | 6–4, 6–4                | Treat Huey Scott Lipsky        |
| 06/04 | Grand Prix Hassan II (ATP World Tour 250)                        | Casablanca, Morocco         | Martin Kližan                         | 6–2, 6–2                | Daniel Gimeno Traver           |
| 06/04 | Grand Prix Hassan II (ATP World Tour 250)                        | Casablanca, Morocco         | Rameez Junaid Adil Shamasdin          | 3–6, 6–2, [10–7]        | Rohan Bopanna Florin Mergea    |
| 13/04 | Monte-Carlo Masters (ATP World Tour Masters 1000)                | Roquebrune-Cap-Martin, Pháp | Novak Djokovic                        | 7–5, 4–6, 6–3           | Tomáš Berdych                  |
| 13/04 | Monte-Carlo Masters (ATP World Tour Masters 1000)                | Roquebrune-Cap-Martin, Pháp | Bob Bryan Mike Bryan                  | 7–6(7–3), 6–1           | Simone Bolelli Fabio Fognini   |
| 20/04 | Barcelona Open (ATP World Tour 500)                              | Barcelona, Tây Ban Nha      | Kei Nishikori                         | 6–4, 6–4                | Pablo Andújar                  |
| 20/04 | Barcelona Open (ATP World Tour 500)                              | Barcelona, Tây Ban Nha      | Marin Draganja Henri Kontinen         | 6–3, 6–7(6–8), [11–9]   | Jamie Murray John Peers        |
| 20/04 | Romanian Open (ATP World Tour 250)                               | Bucharest, Romania          | Guillermo García López                | 7–6(7–5), 7–6(13–11)    | Jiří Veselý                    |
| 20/04 | Romanian Open (ATP World Tour 250)                               | Bucharest, Romania          | Marius Copil Adrian Ungur             | 3–6, 7–5, [17–15]       | Nicholas Monroe Artem Sitak    |
| 27/04 | Bavarian International Tennis Championships (ATP World Tour 250) | Munich, Đức                 | Andy Murray                           | 7–6(7–4), 5–7, 7–6(7–4) | Philipp Kohlschreiber          |
| 27/04 | Bavarian International Tennis Championships (ATP World Tour 250) | Munich, Đức                 | Alexander Peya Bruno Soares           | 4–6, 6–1, [10–5]        | Alexander Zverev Mischa Zverev |
| 27/04 | Estoril Open (ATP World Tour 250)                                | Cascais, Bồ Đào Nha         | Richard Gasquet                       | 6–3, 6–2                | Nick Kyrgios                   |
| 27/04 | Estoril Open (ATP World Tour 250)                                | Cascais, Bồ Đào Nha         | Treat Huey Scott Lipsky               | 6–1, 6–4                | Marc López David Marrero       |
| 27/04 | Istanbul Open (ATP World Tour 250)                               | Istanbul, Thổ Nhĩ Kỳ        | Roger Federer                         | 6–3, 7–6(13–11)         | Pablo Cuevas                   |
| 27/04 | Istanbul Open (ATP World Tour 250)                               | Istanbul, Thổ Nhĩ Kỳ        | Radu Albot Dušan Lajović              | 6–4, 7–6(7–2)           | Robert Lindstedt Jürgen Melzer |

### Tháng 5
| Tuần        | Giải đấu                                      | Địa điểm            | Vô địch                           | Tỷ số                    | Á quân                          |
| ----------- | --------------------------------------------- | ------------------- | --------------------------------- | ------------------------ | ------------------------------- |
| 04/05       | Madrid Open (ATP World Tour Masters 1000)     | Madrid, Tây Ban Nha | Andy Murray                       | 6–3, 6–2                 | Rafael Nadal                    |
| 04/05       | Madrid Open (ATP World Tour Masters 1000)     | Madrid, Tây Ban Nha | Rohan Bopanna Florin Mergea       | 6–2, 6–7(5–7), [11–9]    | Marcin Matkowski Nenad Zimonjić |
| 11/05       | Italian Open (ATP World Tour Masters 1000)    | Roma, Ý             | Novak Djokovic                    | 6–4, 6–3                 | Roger Federer                   |
| 11/05       | Italian Open (ATP World Tour Masters 1000)    | Roma, Ý             | Pablo Cuevas David Marrero        | 6–4, 7–5                 | Marcel Granollers Marc López    |
| 18/05       | Open de Nice Côte d'Azur (ATP World Tour 250) | Nice, Pháp          | Dominic Thiem                     | 6–7(8–10), 7–5, 7–6(7–2) | Leonardo Mayer                  |
| 18/05       | Open de Nice Côte d'Azur (ATP World Tour 250) | Nice, Pháp          | Mate Pavić Michael Venus          | 7–6(7–4), 2–6, [10–8]    | Jean-Julien Rojer Horia Tecău   |
| 18/05       | Geneva Open (ATP World Tour 250)              | Geneva, Thụy Sĩ     | Thomaz Bellucci                   | 7–6(7–4), 6–4            | João Sousa                      |
| 18/05       | Geneva Open (ATP World Tour 250)              | Geneva, Thụy Sĩ     | Juan Sebastián Cabal Robert Farah | 7–5, 4–6, [10–7]         | Raven Klaasen Lu Yen-hsun       |
| 25/05 01/06 | French Open (Grand Slam)                      | Paris, Pháp         | Stan Wawrinka                     | 4–6, 6–4, 6–3, 6–4       | Novak Djokovic                  |
| 25/05 01/06 | French Open (Grand Slam)                      | Paris, Pháp         | Ivan Dodig Marcelo Melo           | 6–7(5–7), 7–6(7–5), 7–5  | Bob Bryan Mike Bryan            |
| 25/05 01/06 | French Open (Grand Slam)                      | Paris, Pháp         | Bethanie Mattek-Sands Mike Bryan  | 7–6(7–3), 6–1            | Lucie Hradecká Marcin Matkowski |

### Tháng 6
| Tuần        | Giải đấu                                                | Địa điểm                   | Vô địch                             | Tỷ số                          | Á quân                              |
| ----------- | ------------------------------------------------------- | -------------------------- | ----------------------------------- | ------------------------------ | ----------------------------------- |
| 08/06       | Rosmalen Grass Court Championships (ATP World Tour 250) | 's-Hertogenbosch, Hà Lan   | Nicolas Mahut                       | 7–6(7–1), 6–1                  | David Goffin                        |
| 08/06       | Rosmalen Grass Court Championships (ATP World Tour 250) | 's-Hertogenbosch, Hà Lan   | Ivo Karlović Łukasz Kubot           | 6–2, 7–6(11–9)                 | Pierre-Hugues Herbert Nicolas Mahut |
| 08/06       | MercedesCup (ATP World Tour 250)                        | Stuttgart, Đức             | Rafael Nadal                        | 7–6(7–3), 6–3                  | Viktor Troicki                      |
| 08/06       | MercedesCup (ATP World Tour 250)                        | Stuttgart, Đức             | Rohan Bopanna Florin Mergea         | 5–7, 6–2, [10–7]               | Alexander Peya Bruno Soares         |
| 15/06       | Halle Open (ATP World Tour 500)                         | Halle, Đức                 | Roger Federer                       | 7–6(7–1), 6–4                  | Andreas Seppi                       |
| 15/06       | Halle Open (ATP World Tour 500)                         | Halle, Đức                 | Raven Klaasen Rajeev Ram            | 7–6(7–5), 6–2                  | Rohan Bopanna Florin Mergea         |
| 15/06       | Queen's Club Championships (ATP World Tour 500)         | London, Vương quốc Anh     | Andy Murray                         | 6–3, 6–4                       | Kevin Anderson                      |
| 15/06       | Queen's Club Championships (ATP World Tour 500)         | London, Vương quốc Anh     | Pierre-Hugues Herbert Nicolas Mahut | 6–2, 6–2                       | Marcin Matkowski Nenad Zimonjić     |
| 22/06       | Nottingham Open (ATP World Tour 250)                    | Nottingham, Vương quốc Anh | Denis Istomin                       | 7–6(7–1), 7–6(8–6)             | Sam Querrey                         |
| 22/06       | Nottingham Open (ATP World Tour 250)                    | Nottingham, Vương quốc Anh | Chris Guccione André Sá             | 6–2, 7–5                       | Pablo Cuevas David Marrero          |
| 29/06 06/07 | Wimbledon (Grand Slam)                                  | London, Vương quốc Anh     | Novak Djokovic                      | 7–6(7–1), 6–7(10–12), 6–4, 6–3 | Roger Federer                       |
| 29/06 06/07 | Wimbledon (Grand Slam)                                  | London, Vương quốc Anh     | Jean-Julien Rojer Horia Tecău       | 7–6(7–5), 6–4, 6–4             | Jamie Murray John Peers             |
| 29/06 06/07 | Wimbledon (Grand Slam)                                  | London, Vương quốc Anh     | Martina Hingis Leander Paes         | 6–1, 6–1                       | Tímea Babos Alexander Peya          |

### Tháng 7
| Tuần  | Giải đấu                                               | Địa điểm                | Đội thắng                             | Tỷ số                   | Đội thua                              |
| ----- | ------------------------------------------------------ | ----------------------- | ------------------------------------- | ----------------------- | ------------------------------------- |
| 13/07 | Davis Cup (tứ kết)                                     | London, Vương quốc Anh  | Anh Quốc                              | 3–1                     | Pháp                                  |
| 13/07 | Davis Cup (tứ kết)                                     | Darwin, Úc              | Úc                                    | 3–2                     | Kazakhstan                            |
| 13/07 | Davis Cup (tứ kết)                                     | Buenos Aires, Argentina | Argentina                             | 4–1                     | Serbia                                |
| 13/07 | Davis Cup (tứ kết)                                     | Middelkerke, Bỉ         | Bỉ                                    | 5–0                     | Canada                                |
| Tuần  | Giải đấu                                               | Địa điểm                | Vô địch                               | Tỷ số                   | Á quân                                |
| 13/07 | Hall of Fame Tennis Championships (ATP World Tour 250) | Newport, Hoa Kỳ         | Rajeev Ram                            | 7–6(7–5), 5–7, 7–6(7–2) | Ivo Karlović                          |
| 13/07 | Hall of Fame Tennis Championships (ATP World Tour 250) | Newport, Hoa Kỳ         | Jonathan Marray Aisam-ul-Haq Qureshi  | 4–6, 6–3, [10–8]        | Nicholas Monroe Mate Pavić            |
| 20/07 | Colombia Open (ATP World Tour 250)                     | Bogotá, Colombia        | Bernard Tomic                         | 6–1, 3–6, 6–2           | Adrian Mannarino                      |
| 20/07 | Colombia Open (ATP World Tour 250)                     | Bogotá, Colombia        | Édouard Roger-Vasselin Radek Štěpánek | 7–5, 6–3                | Mate Pavić Michael Venus              |
| 20/07 | Swedish Open (ATP World Tour 250)                      | Båstad, Thụy Điển       | Benoît Paire                          | 7–6(9–7), 6–3           | Tommy Robredo                         |
| 20/07 | Swedish Open (ATP World Tour 250)                      | Båstad, Thụy Điển       | Jérémy Chardy Łukasz Kubot            | 6–7(6–8), 6–3, [10–8]   | Juan Sebastián Cabal Robert Farah     |
| 20/07 | Croatia Open (ATP World Tour 250)                      | Umag, Croatia           | Dominic Thiem                         | 6–4, 6–1                | João Sousa                            |
| 20/07 | Croatia Open (ATP World Tour 250)                      | Umag, Croatia           | Máximo González André Sá              | 4–6, 6–3, [10–5]        | Mariusz Fyrstenberg Santiago González |
| 27/07 | German Open (ATP World Tour 500)                       | Hamburg, Đức            | Rafael Nadal                          | 7–5, 7–5                | Fabio Fognini                         |
| 27/07 | German Open (ATP World Tour 500)                       | Hamburg, Đức            | Jamie Murray John Peers               | 2–6, 6–3, [10–8]        | Juan Sebastián Cabal Robert Farah     |
| 27/07 | Suisse Open (ATP World Tour 250)                       | Gstaad, Thụy Sĩ         | Dominic Thiem                         | 7–5, 6–2                | David Goffin                          |
| 27/07 | Suisse Open (ATP World Tour 250)                       | Gstaad, Thụy Sĩ         | Aliaksandr Bury Denis Istomin         | 3–6, 6–2, [10–5]        | Oliver Marach Aisam-ul-Haq Qureshi    |
| 27/07 | Atlanta Open (ATP World Tour 250)                      | Atlanta, Hoa Kỳ         | John Isner                            | 6–3, 6–3                | Marcos Baghdatis                      |
| 27/07 | Atlanta Open (ATP World Tour 250)                      | Atlanta, Hoa Kỳ         | Bob Bryan Mike Bryan                  | 4–6, 7–6(7–2), [10–4]   | Colin Fleming Gilles Müller           |

### Tháng 8
| Tuần        | Giải đấu                                         | Địa điểm                 | Vô địch                              | Tỷ số                 | Á quân                               |
| ----------- | ------------------------------------------------ | ------------------------ | ------------------------------------ | --------------------- | ------------------------------------ |
| 03/08       | Washington Open (ATP World Tour 500)             | Washington, D.C., Hoa Kỳ | Kei Nishikori                        | 4–6, 6–4, 6–4         | John Isner                           |
| 03/08       | Washington Open (ATP World Tour 500)             | Washington, D.C., Hoa Kỳ | Bob Bryan Mike Bryan 6–4, 6–2        |                       | Ivan Dodig Marcelo Melo              |
| 03/08       | Austrian Open Kitzbühel (ATP World Tour 250)     | Kitzbühel, Áo            | Philipp Kohlschreiber                | 2–6, 6–2, 6–2         | Paul-Henri Mathieu                   |
| 03/08       | Austrian Open Kitzbühel (ATP World Tour 250)     | Kitzbühel, Áo            | Nicolás Almagro Carlos Berlocq       | 5–7, 6–3, [11–9]      | Robin Haase Henri Kontinen           |
| 10/08       | Canadian Open (ATP World Tour Masters 1000)      | Montreal, Canada         | Andy Murray                          | 6–4, 4–6, 6–3         | Novak Djokovic                       |
| 10/08       | Canadian Open (ATP World Tour Masters 1000)      | Montreal, Canada         | Bob Bryan Mike Bryan                 | 7–6(7–5), 3–6, [10–6] | Daniel Nestor Édouard Roger-Vasselin |
| 17/08       | Cincinnati Masters (ATP World Tour Masters 1000) | Mason, Hoa Kỳ            | Roger Federer                        | 7–6(7–1), 6–3         | Novak Djokovic                       |
| 17/08       | Cincinnati Masters (ATP World Tour Masters 1000) | Mason, Hoa Kỳ            | Daniel Nestor Édouard Roger-Vasselin | 6–2, 6–2              | Marcin Matkowski Nenad Zimonjić      |
| 24/08       | Winston-Salem Open (ATP World Tour 250)          | Winston-Salem, Hoa Kỳ    | Kevin Anderson                       | 6–4, 7–5              | Pierre-Hugues Herbert                |
| 24/08       | Winston-Salem Open (ATP World Tour 250)          | Winston-Salem, Hoa Kỳ    | Dominic Inglot Robert Lindstedt      | 6–2, 6–4              | Eric Butorac Scott Lipsky            |
| 31/08 07/09 | US Open (Grand Slam)                             | New York City, Hoa Kỳ    | Novak Djokovic                       | 6–4, 5–7, 6–4, 6–4    | Roger Federer                        |
| 31/08 07/09 | US Open (Grand Slam)                             | New York City, Hoa Kỳ    | Pierre-Hugues Herbert Nicolas Mahut  | 6–4, 6–4              | Jamie Murray John Peers              |
| 31/08 07/09 | US Open (Grand Slam)                             | New York City, Hoa Kỳ    | Martina Hingis Leander Paes          | 6–4, 3–6, [10–7]      | Bethanie Mattek-Sands Sam Querrey    |

### Tháng 9
| Tuần  | Giải đấu                                 | Địa điểm                | Đội thắng                           | Tỷ số                 | Đội thua                            |
| ----- | ---------------------------------------- | ----------------------- | ----------------------------------- | --------------------- | ----------------------------------- |
| 14/09 | Davis Cup (bán kết)                      | Glasgow, Vương quốc Anh | Anh Quốc                            | 3–2                   | Úc ·                                |
| 14/09 | Davis Cup (bán kết)                      | Brussels, Bỉ            | Bỉ                                  | 3–2                   | Argentina                           |
| Tuần  | Giải đấu                                 | Địa điểm                | Vô địch                             | Tỷ số                 | Á quân                              |
| 21/09 | Moselle Open (ATP World Tour 250)        | Metz, Pháp              | Jo-Wilfried Tsonga                  | 7–6(7–5), 1–6, 6–2    | Gilles Simon                        |
| 21/09 | Moselle Open (ATP World Tour 250)        | Metz, Pháp              | Łukasz Kubot Édouard Roger-Vasselin | 2–6, 6–3, [10–7]      | Pierre-Hugues Herbert Nicolas Mahut |
| 21/09 | St. Petersburg Open (ATP World Tour 250) | St. Petersburg, Nga     | Milos Raonic                        | 6–3, 3–6, 6–3         | João Sousa                          |
| 21/09 | St. Petersburg Open (ATP World Tour 250) | St. Petersburg, Nga     | Treat Huey Henri Kontinen           | 7–5, 6–3              | Julian Knowle Alexander Peya        |
| 28/09 | Shenzhen Open (ATP World Tour 250)       | Thâm Quyến, Trung Quốc  | Tomáš Berdych                       | 6–3, 7–6(9–7)         | Guillermo García López              |
| 28/09 | Shenzhen Open (ATP World Tour 250)       | Thâm Quyến, Trung Quốc  | Jonathan Erlich Colin Fleming       | 6–1, 6–7(3–7), [10–6] | Chris Guccione André Sá             |
| 28/09 | Malaysian Open (ATP World Tour 250)      | Kuala Lumpur, Malaysia  | David Ferrer                        | 7–5, 7–5              | Feliciano López                     |
| 28/09 | Malaysian Open (ATP World Tour 250)      | Kuala Lumpur, Malaysia  | Treat Huey Henri Kontinen           | 7–6(7–4), 6–2         | Raven Klaasen Rajeev Ram            |

### Tháng 10
| Tuần  | Giải đấu                                       | Địa điểm               | Vô địch                       | Tỷ số                 | Á quân                               |
| ----- | ---------------------------------------------- | ---------------------- | ----------------------------- | --------------------- | ------------------------------------ |
| 05/10 | China Open (ATP World Tour 500)                | Bắc Kinh, Trung Quốc   | Novak Djokovic                | 6–2, 6–2              | Rafael Nadal                         |
| 05/10 | China Open (ATP World Tour 500)                | Bắc Kinh, Trung Quốc   | Vasek Pospisil Jack Sock      | 3–6, 6–3, [10–6]      | Daniel Nestor Édouard Roger-Vasselin |
| 05/10 | Japan Open (ATP World Tour 500)                | Tokyo, Nhật Bản        | Stan Wawrinka                 | 6–2, 6–4              | Benoît Paire                         |
| 05/10 | Japan Open (ATP World Tour 500)                | Tokyo, Nhật Bản        | Raven Klaasen Marcelo Melo    | 7–6(7–5), 3–6, [10–7] | Juan Sebastián Cabal Robert Farah    |
| 12/10 | Shanghai Masters (ATP World Tour Masters 1000) | Thượng Hải, Trung Quốc | Novak Djokovic                | 6–2, 6–4              | Jo-Wilfried Tsonga                   |
| 12/10 | Shanghai Masters (ATP World Tour Masters 1000) | Thượng Hải, Trung Quốc | Raven Klaasen Marcelo Melo    | 6–3, 6–3              | Simone Bolelli Fabio Fognini         |
| 19/10 | Vienna Open (ATP World Tour 500)               | Vienna, Áo             | David Ferrer                  | 4–6, 6–4, 7–5         | Steve Johnson                        |
| 19/10 | Vienna Open (ATP World Tour 500)               | Vienna, Áo             | Łukasz Kubot Marcelo Melo     | 4–6, 7–6(7–3), [10–6] | Jamie Murray John Peers              |
| 19/10 | Kremlin Cup (ATP World Tour 250)               | Moscow, Nga            | Marin Čilić                   | 6–4, 6–4              | Roberto Bautista Agut                |
| 19/10 | Kremlin Cup (ATP World Tour 250)               | Moscow, Nga            | Andrey Rublev Dmitry Tursunov | 2–6, 6–1, [10–6]      | Radu Albot František Čermák          |
| 19/10 | Stockholm Open (ATP World Tour 250)            | Stockholm, Thụy Điển   | Tomáš Berdych                 | 7–6(7–1), 6–2         | Jack Sock                            |
| 19/10 | Stockholm Open (ATP World Tour 250)            | Stockholm, Thụy Điển   | Nicholas Monroe Jack Sock     | 7–5, 6–2              | Mate Pavić Michael Venus             |
| 26/10 | Swiss Indoors (ATP World Tour 500)             | Basel, Thụy Sĩ         | Roger Federer                 | 6–3, 5–7, 6–3         | Rafael Nadal                         |
| 26/10 | Swiss Indoors (ATP World Tour 500)             | Basel, Thụy Sĩ         | Alexander Peya Bruno Soares   | 7–5, 7–5              | Jamie Murray John Peers              |
| 26/10 | Valencia Open (ATP World Tour 250)             | Valencia, Tây Ban Nha  | João Sousa                    | 3–6, 6–3, 6–4         | Roberto Bautista Agut                |
| 26/10 | Valencia Open (ATP World Tour 250)             | Valencia, Tây Ban Nha  | Eric Butorac Scott Lipsky     | 7–6(7–4), 6–3         | Feliciano López Max Mirnyi           |

### Tháng 11
| Tuần  | Giải đấu                                    | Địa điểm               | Vô địch                       | Tỷ số            | Á quân                      |
| ----- | ------------------------------------------- | ---------------------- | ----------------------------- | ---------------- | --------------------------- |
| 02/11 | Paris Masters (ATP World Tour Masters 1000) | Paris, Pháp            | Novak Djokovic                | 6–2, 6–4         | Andy Murray                 |
| 02/11 | Paris Masters (ATP World Tour Masters 1000) | Paris, Pháp            | Ivan Dodig Marcelo Melo       | 2–6, 6–3, [10–5] | Vasek Pospisil Jack Sock    |
| 16/11 | ATP World Tour Finals                       | London, Vương quốc Anh | Novak Djokovic                | 6–3, 6–4         | Roger Federer               |
| 16/11 | ATP World Tour Finals                       | London, Vương quốc Anh | Jean-Julien Rojer Horia Tecău | 6–4, 6–3         | Rohan Bopanna Florin Mergea |
| 23/11 | Davis Cup (chung kết)                       | Gent, Bỉ               | Anh Quốc                      | 3–1              | Bỉ                          |

## Thống kê
Dưới đây là bảng thống kê số danh hiệu ATP World Tour 2015 của các tay vợt.
Chú thích
| Grand Slam                  |
| ATP World Tour Finals       |
| ATP World Tour Masters 1000 |
| ATP World Tour 500          |
| ATP World Tour 250          |

| Tay vợt                      | Grand Slam | Grand Slam | Grand Slam | ATP Finals | ATP Finals | Masters 1000 | Masters 1000 | Tour 500 | Tour 500 | Tour 250 | Tour 250 | Tồng | Tồng | Tồng |
| Tay vợt                      | S          | D          | X          | S          | D          | S            | D            | S        | D        | S        | D        | S    | D    | X    |
| ---------------------------- | ---------- | ---------- | ---------- | ---------- | ---------- | ------------ | ------------ | -------- | -------- | -------- | -------- | ---- | ---- | ---- |
| Novak Djokovic (SRB)         | 3          |            |            | 1          |            | 6            |              | 1        |          |          |          | 11   | 0    | 0    |
| Mike Bryan (USA)             |            |            | 1          |            |            |              | 3            |          | 1        | 2        | 0        | 6    | 1    |      |
| Marcelo Melo (BRA)           |            | 1          |            | 2          | 3          |              | 0            | 6        | 0        |          |          |      |      |      |
| Bob Bryan (USA)              |            |            |            | 3          | 1          | 2            | 0            | 6        | 0        |          |          |      |      |      |
| Roger Federer (SUI)          | 1          |            | 3          |            | 2          |              | 6            | 0        | 0        |          |          |      |      |      |
| David Ferrer (ESP)           |            |            | 3          |            | 2          | 5            | 0            | 0        |          |          |          |      |      |      |
| Henri Kontinen (FIN)         |            | 1          |            | 4          | 0          | 5            | 0            |          |          |          |          |      |      |      |
| Leander Paes (IND)           |            |            | 3          |            |            | 1            | 0            | 1        | 3        |          |          |      |      |      |
| Stan Wawrinka (SUI)          | 1          |            |            |            |            | 2            |              | 1        |          | 4        | 0        | 0    |      |      |
| Andy Murray (GBR)            |            |            |            | 2          |            | 1            | 1            | 4        | 0        | 0        |          |      |      |      |
| Raven Klaasen (RSA)          |            |            |            |            | 1          |              | 2            |          | 1        | 0        | 4        | 0    |      |      |
| Jack Sock (USA)              |            |            |            | 1          | 1          | 1            | 1            | 1        | 3        | 0        |          |      |      |      |
| Rohan Bopanna (IND)          |            |            |            | 1          | 1          |              | 2            | 0        | 4        | 0        |          |      |      |      |
| Rafael Nadal (ESP)           |            |            |            |            |            | 1            |              | 2        | 1        | 3        | 1        | 0    |      |      |
| Łukasz Kubot (POL)           |            |            |            |            | 1          |              | 3            | 0        | 4        | 0        |          |      |      |      |
| Jean-Julien Rojer (NED)      |            | 1          |            |            | 1          | 1            |              | 0        | 3        | 0        |          |      |      |      |
| Horia Tecău (ROU)            | 1          | 1          | 1          | 0          | 3          | 0            |              |          |          |          |          |      |      |      |
| Ivan Dodig (CRO)             | 1          |            |            |            | 1          | 1            | 0            | 3        | 0        |          |          |      |      |      |
| Nicolas Mahut (FRA)          | 1          |            |            | 1          | 1          | 1            | 2            | 0        |          |          |          |      |      |      |
| Daniel Nestor (CAN)          |            |            |            |            | 1          | 1            |              | 1        | 0        | 3        | 0        |      |      |      |
| Édouard Roger-Vasselin (FRA) | 1          |            |            | 2          | 0          | 3            | 0            |          |          |          |          |      |      |      |
| Kei Nishikori (JPN)          |            |            | 2          |            | 1          |              | 3            | 0        | 0        |          |          |      |      |      |
| Marin Draganja (CRO)         |            |            |            | 2          | 0          | 3            | 0            |          |          |          |          |      |      |      |
| Dominic Thiem (AUT)          | 3          |            | 3          | 0          | 0          |              |              |          |          |          |          |      |      |      |
| Treat Huey (PHI)             |            | 3          | 0          | 3          | 0          |              |              |          |          |          |          |      |      |      |
| André Sá (BRA)               | 3          | 0          | 3          | 0          |            |              |              |          |          |          |          |      |      |      |
| Pierre-Hugues Herbert (FRA)  |            | 1          |            |            | 1          |              |              | 0        | 2        | 0        |          |      |      |      |
| Vasek Pospisil (CAN)         |            |            |            |            | 1          |              | 1            |          |          | 0        | 2        | 0    |      |      |
| Pablo Cuevas (URU)           | 1          |            |            | 1          |            | 1            | 1            | 0        |          |          |          |      |      |      |
| Florin Mergea (ROU)          | 1          |            | 1          | 0          | 2          | 0            |              |          |          |          |          |      |      |      |
| Martin Kližan (SVK)          |            |            |            | 1          | 1          |              | 1            | 1        | 0        |          |          |      |      |      |
| Jamie Murray (GBR)           | 1          |            | 1          | 0          | 2          | 0            |              |          |          |          |          |      |      |      |
| John Peers (AUS)             | 1          | 1          | 0          | 2          | 0          |              |              |          |          |          |          |      |      |      |
| Alexander Peya (AUT)         | 1          | 1          | 0          | 2          | 0          |              |              |          |          |          |          |      |      |      |
| Bruno Soares (BRA)           | 1          | 1          | 0          | 2          | 0          |              |              |          |          |          |          |      |      |      |
| Tomáš Berdych (CZE)          |            |            | 2          |            | 2          | 0            | 0            |          |          |          |          |      |      |      |
| Guillermo García López (ESP) | 2          | 2          | 0          | 0          |            |              |              |          |          |          |          |      |      |      |
| Richard Gasquet (FRA)        | 2          | 2          | 0          | 0          |            |              |              |          |          |          |          |      |      |      |
| Denis Istomin (UZB)          | 1          | 1          | 1          | 1          | 0          |              |              |          |          |          |          |      |      |      |
| Ivo Karlović (CRO)           | 1          | 1          | 1          | 1          | 0          |              |              |          |          |          |          |      |      |      |
| Juan Sebastián Cabal (COL)   |            | 2          | 0          | 2          | 0          |              |              |          |          |          |          |      |      |      |
| Robert Farah (COL)           | 2          | 0          | 2          | 0          |            |              |              |          |          |          |          |      |      |      |
| Scott Lipsky (USA)           | 2          | 0          | 2          | 0          |            |              |              |          |          |          |          |      |      |      |
| Jonathan Marray (GBR)        | 2          | 0          | 2          | 0          |            |              |              |          |          |          |          |      |      |      |
| Simone Bolelli (ITA)         |            | 1          |            |            |            | 0            | 1            | 0        |          |          |          |      |      |      |
| Fabio Fognini (ITA)          | 1          | 0          | 1          | 0          |            |              |              |          |          |          |          |      |      |      |
| David Marrero (ESP)          |            |            |            |            | 1          | 0            | 1            | 0        |          |          |          |      |      |      |
| Philipp Oswald (AUT)         |            |            |            | 1          | 0          | 1            | 0            |          |          |          |          |      |      |      |
| Kevin Anderson (RSA)         |            |            | 1          |            | 1          | 0            | 0            |          |          |          |          |      |      |      |
| Thomaz Bellucci (BRA)        | 1          | 1          | 0          | 0          |            |              |              |          |          |          |          |      |      |      |
| Marin Čilić (CRO)            | 1          | 1          | 0          | 0          |            |              |              |          |          |          |          |      |      |      |
| John Isner (USA)             | 1          | 1          | 0          | 0          |            |              |              |          |          |          |          |      |      |      |
| Víctor Estrella Burgos (DOM) | 1          | 1          | 0          | 0          |            |              |              |          |          |          |          |      |      |      |
| Philipp Kohlschreiber (GER)  | 1          | 1          | 0          | 0          |            |              |              |          |          |          |          |      |      |      |
| Benoît Paire (FRA)           | 1          | 1          | 0          | 0          |            |              |              |          |          |          |          |      |      |      |
| Rajeev Ram (USA)             | 1          | 1          | 0          | 0          |            |              |              |          |          |          |          |      |      |      |
| Gilles Simon (FRA)           | 1          | 1          | 0          | 0          |            |              |              |          |          |          |          |      |      |      |
| João Sousa (POR)             | 1          | 1          | 0          | 0          |            |              |              |          |          |          |          |      |      |      |
| Bernard Tomic (AUS)          | 1          | 1          | 0          | 0          |            |              |              |          |          |          |          |      |      |      |
| Viktor Troicki (SRB)         | 1          | 1          | 0          | 0          |            |              |              |          |          |          |          |      |      |      |
| Jo-Wilfried Tsonga (FRA)     | 1          | 1          | 0          | 0          |            |              |              |          |          |          |          |      |      |      |
| Jiří Veselý (CZE)            | 1          | 1          | 0          | 0          |            |              |              |          |          |          |          |      |      |      |
| Milos Raonic (CAN)           | 1          | 1          | 0          | 0          |            |              |              |          |          |          |          |      |      |      |
| Radu Albot (MDA)             |            | 1          | 0          | 1          | 0          |              |              |          |          |          |          |      |      |      |
| Nicolás Almagro (ESP)        | 1          | 0          | 1          | 0          |            |              |              |          |          |          |          |      |      |      |
| Ričardas Berankis (LTU)      | 1          | 0          | 1          | 0          |            |              |              |          |          |          |          |      |      |      |
| Carlos Berlocq (ARG)         | 1          | 0          | 1          | 0          |            |              |              |          |          |          |          |      |      |      |
| Aliaksandr Bury (BLR)        | 1          | 0          | 1          | 0          |            |              |              |          |          |          |          |      |      |      |
| Eric Butorac (USA)           | 1          | 0          | 1          | 0          |            |              |              |          |          |          |          |      |      |      |
| Jérémy Chardy (FRA)          | 1          | 0          | 1          | 0          |            |              |              |          |          |          |          |      |      |      |
| Marius Copil (ROU)           | 1          | 0          | 1          | 0          |            |              |              |          |          |          |          |      |      |      |
| Marcus Daniell (NZL)         | 1          | 0          | 1          | 0          |            |              |              |          |          |          |          |      |      |      |
| Jonathan Erlich (ISR)        | 1          | 0          | 1          | 0          |            |              |              |          |          |          |          |      |      |      |
| Colin Fleming (GBR)          | 1          | 0          | 1          | 0          |            |              |              |          |          |          |          |      |      |      |
| Mariusz Fyrstenberg (POL)    | 1          | 0          | 1          | 0          |            |              |              |          |          |          |          |      |      |      |
| Teymuraz Gabashvili (RUS)    | 1          | 0          | 1          | 0          |            |              |              |          |          |          |          |      |      |      |
| Máximo González (ARG)        | 1          | 0          | 1          | 0          |            |              |              |          |          |          |          |      |      |      |
| Santiago González (MEX)      | 1          | 0          | 1          | 0          |            |              |              |          |          |          |          |      |      |      |
| Chris Guccione (AUS)         | 1          | 0          | 1          | 0          |            |              |              |          |          |          |          |      |      |      |
| Dominic Inglot (GBR)         | 1          | 0          | 1          | 0          |            |              |              |          |          |          |          |      |      |      |
| Rameez Junaid (AUS)          | 1          | 0          | 1          | 0          |            |              |              |          |          |          |          |      |      |      |
| Gero Kretschmer (GER)        | 1          | 0          | 1          | 0          |            |              |              |          |          |          |          |      |      |      |
| Dušan Lajović (SRB)          | 1          | 0          | 1          | 0          |            |              |              |          |          |          |          |      |      |      |
| Robert Lindstedt (SWE)       | 1          | 0          | 1          | 0          |            |              |              |          |          |          |          |      |      |      |
| Lu Yen-hsun (TPE)            | 1          | 0          | 1          | 0          |            |              |              |          |          |          |          |      |      |      |
| Juan Mónaco (ARG)            | 1          | 0          | 1          | 0          |            |              |              |          |          |          |          |      |      |      |
| Nicholas Monroe (USA)        | 1          | 0          | 1          | 0          |            |              |              |          |          |          |          |      |      |      |
| Jarkko Nieminen (FIN)        | 1          | 0          | 1          | 0          |            |              |              |          |          |          |          |      |      |      |
| Mate Pavić (CRO)             | 1          | 0          | 1          | 0          |            |              |              |          |          |          |          |      |      |      |
| Aisam-ul-Haq Qureshi (PAK)   | 1          | 0          | 1          | 0          |            |              |              |          |          |          |          |      |      |      |
| Andrey Rublev (RUS)          | 1          | 0          | 1          | 0          |            |              |              |          |          |          |          |      |      |      |
| Alexander Satschko (GER)     | 1          | 0          | 1          | 0          |            |              |              |          |          |          |          |      |      |      |
| Adil Shamasdin (CAN)         | 1          | 0          | 1          | 0          |            |              |              |          |          |          |          |      |      |      |
| Artem Sitak (NZL)            | 1          | 0          | 1          | 0          |            |              |              |          |          |          |          |      |      |      |
| Radek Štepánek (CZE)         | 1          | 0          | 1          | 0          |            |              |              |          |          |          |          |      |      |      |
| Dmitry Tursunov (RUS)        | 1          | 0          | 1          | 0          |            |              |              |          |          |          |          |      |      |      |
| Adrian Ungur (ROU)           | 1          | 0          | 1          | 0          |            |              |              |          |          |          |          |      |      |      |
| Michael Venus (NZL)          | 1          | 0          | 1          | 0          |            |              |              |          |          |          |          |      |      |      |